# 三橋規宏
三橋 規宏（みつはし ただひろ）は経済・環境ジャーナリスト、千葉商科大学政策情報学部名誉教授。1964年慶應義塾大学経済学部卒業。日本経済新聞社に入社し、主として財政金融政策などマクロ経済政策を担当。日本経済研究センターでは金森久雄の指導を受ける。
ブリュッセル特派員、ロンドン支局長、日経ビジネス編集長、科学技術部長、日経サイエンス編集長、出版局次長、論説副主幹を歴任。国連大学が提唱したゼロエミッション運動の推進者の一人として活躍、2001年4月に第1回ゼロエミッション賞を受賞した。また、1997年1月に経済人の環境NGO、「環境を考える経済人の会21、略称B-LIFE21」を立ち上げ、経済人と環境NGO/NPOとの交流を促進する一方、慶應義塾大学SFC、立命館大学、早稲田大学、千葉商科大学、明治大学、京都大学、横浜国立大学などで環境講座を開設し、経営者と学生との直接対話に道を開くなど独自の立場から実践活動を続ける。
独自の立場で環境問題の研究、実践活動を精力的に行う。環境経営の重要性を説き、産業界にも大きな影響を与える。レスター・ブラウンほか世界的な環境リーダーとの交流も深い。
現在、中央環境審議会委員、国連大学ゼロエミッションフォーラム理事、全国地球温暖化防止活動推進センター（JCCCA）運営委員会議長、三島市環境審議会会長、環境を考える経済人の会21（B-LIFE21）事務局長などを兼任。

## 主な著書
- 「グリーンリカバリー」（日本経済新聞社）
- 「環境経済入門」（日経文庫）
- 「地球の限界とつきあう法」（日経ビジネス人文庫）
- 「ゼロエミッションと日本経済」（岩波新書）
- 「森とCO2の経済学」（PHP研究所）
- 「ゼロエミッションのガイドライン」（海象社）
- 「地球環境と日本経済」（編著、岩波書店）
- 「地球環境と企業経営」（編著、東洋経済新報社）
- 「ゼミナール日本経済入門」（編著、日本経済新聞社）
- 「日本経済　創造的破壊」（日本経済新聞社）
- 「環境が大学を元気にする」（海象社）
- 「環境再生と情報技術」（編著、東洋経済新報社）
- 「サステナビリティ経営」（編著、講談社）
- 「なぜ「環境」は内需拡大のカギになるのか？』」（オーディオブック）（アートデイズ）

など。